# Craig Charles

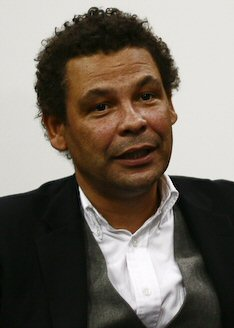
Craig Charles.

Craig Charles (nacido el 11 de julio de 1964 en Liverpool, Reino Unido) es un actor británico que también ha presentado programas de radio y televisión, y recitado poesía. Saltó a la fama por su actuación como Dave Lister en la comedia de la BBC Enano Rojo.

## Biografía
Oriundo de Liverpool, es una de las personas más representativas de la ciudad debido al trasfondo de su personaje David Lister, crecido en los suburbios de la ciudad. En su juventud jugó al fútbol de forma profesional, llegando a formar parte de la plantilla del Tranmere Rovers F.C.. En el mundo del espectáculo se inició recitando poesía en diversos clubs nocturnos hasta que actuó en el programa humorístico Saturday night. Luego trabajó como presentador de diversos programas hasta actuar como protagonista en Enano Rojo. Posteriormente ha actuado en otras series británicas y en algunas películas poco importantes. Actualmente actúa en la serie Coronation Street
Estuvo casado con Cathy Tyson entre 1984 y 1989 y se volvió a casar en 1999. Tiene un hijo de su segundo matrimonio. En 1994 fue acusado de violación, siendo absuelto tras el juicio. Este incidente provocó un retraso en la producción de la serie Enano Rojo